# 维维耶勒格拉
维维耶勒格拉（法語：Viviers-le-Gras，法語發音：[vivje lə ɡʁa] ⓘ）是法国大东部大区孚日省的一个市镇，属于埃皮纳勒区。

## 地理
维维耶勒格拉（48°7'30"N, 5°56'25"E）面积9.04 平方千米，位于法国大東部大區孚日省，该省份为法国东北部内陆省份，北起默兹省和默尔特-摩泽尔省，西接上马恩省，南至上索恩省和贝尔福地区省，东临上莱茵省和下莱茵省。
与维维耶勒格拉接壤的市镇（或旧市镇、城区）包括：布勒尔维尔、栋布罗勒塞克、日涅维尔、利涅维尔、马雷、普罗旺谢尔-莱达尔内。

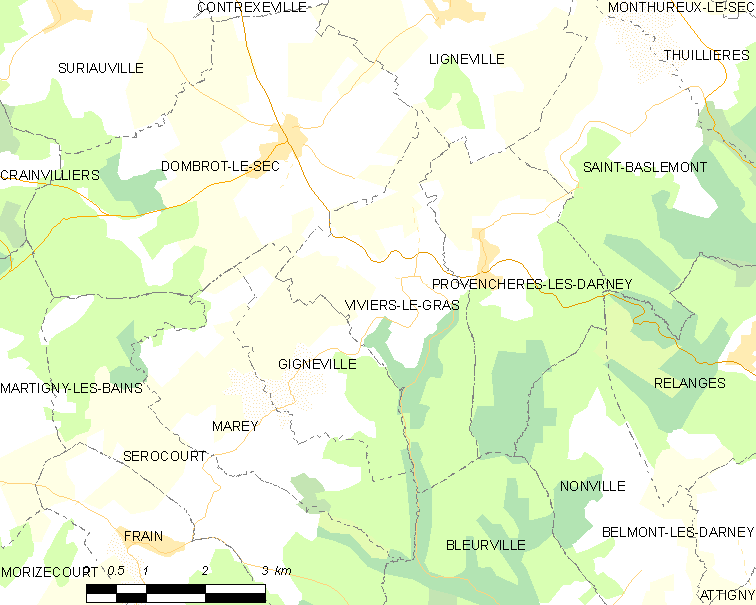
维维耶勒格拉的OSM定位图

维维耶勒格拉的时区为UTC+01:00、UTC+02:00（夏令时）。

## 行政
维维耶勒格拉的邮政编码为88260，INSEE市镇编码为88517。

## 政治
维维耶勒格拉所属的省级选区为达尔内县。

## 人口

1962-2008年间维维耶勒格拉人口变化图示

维维耶勒格拉于2022年1月1日时的人口数量为182人。